# El pícaro
El pícaro es una serie de televisión de comedia española, estrenada por Televisión Española en 1974, escrita, dirigida y protagonizada por Fernando Fernán Gómez.

## Argumento
Ambientada en el siglo XVII, sobre todo en España, pero también en Italia (cap. 1) y en Baviera (cap. 3), la serie narra las peripecias de Lucas Trapaza, un pícaro que sabe recurrir a todo tipo de ocurrencias para sobrevivir trabajando lo menos posible y al que acompaña en sus peripecias el joven Alonso de Baeza. Los guiones se inspiran en los textos de grandes autores del Siglo de Oro de la Literatura española, como son Miguel de Cervantes, Francisco de Quevedo, Mateo Alemán, Vicente Espinel, Salas Barbadillo y el autor de Estebanillo González, además del francés Alain-René Lesage.

## Producción
Fernando Fernán Gómez llevaba tiempo pensando en rodar una película sobre la picaresca, pero la gran cantidad de metraje y presupuesto necesario lo hacía prohibitivo. En 1973 el director recibió el encargo de realizar el telefilme Juan soldado para TVE y tanto Fernán Gómez como la cadena quedaron muy satisfechos del resultado. Esto le hizo darse cuenta de que podía adaptar su idea al formato televisivo. Aunque la idea de Fernán Gómez era la de realizar una miniserie de seis capítulos de una hora, la dirección general de RTVE consideró más apropiado un montaje de trece episodios de unos 25 minutos cada uno. Curiosamente, más tarde hubo reposición de la serie con seis capítulos de una hora.

## Reparto por orden alfabético de intérpretes
- Agustín Bescos ... El Sastre
- Alberto Fernández ... Dueño[4] bávaro
- Alberto Solá ... El Mayordomo del Marqués
- Alfonso Castizo ... Corchete[5] sevillano
- Alfonso Vallejo... Músico de la mojiganga del carnaval
- Álvaro Forqué ... Un invitado a la boda de la Condesita (Caballero 2.º)
- Ángel Álvarez ... El Ventero, tío tercero[6] de Manuela
- Ángeles Garralón ... Una invitada a la boda de la Condesita (Dama 1.ª)
- Ángeles Larode ... Una invitada a la boda de la Condesita (Dama 2.ª)
- Antonio Casas ... El Gran Duque
- Antonio Colinos ... Don Cristóbal, hidalgo menesteroso[7] (Recién llegado 1.º)
- Antonio Gonzalo ... Bobo de la partida de naipes
- Antonio Varo ... El Ropavejero
- Beni Deus ... El Posadero y patrón de Alonso, con éste de sollastre[8]
- Blas Martín ... Fabio el Posadero italiano
- Carlos del Pino ... Clérigo en casa de la centenaria
- Carmen Carro ... Gananciosa, del patio de Monipodio[9]
- Carmen Fuentes ... Bailarina en la romería de Santiago el Verde
- Cayetano Verdaguer ... El Alguacil de Sevilla
- Charo López ... Doña Mergelina, esposa del Doctor Sagredo
- Clara Benayas ... Ana de Moraes, esposa del Carcelero
- Cristián Casares ... Músico de la mojiganga, mujer del enfermo (Músico mujer)
- Damián Velasco ... El Capitán en Baviera
- Eduardo Calvo... Monipodio[9]
- Eduardo San Martín ... Un Hampón[10] (Hampón 3.º)
- Emilio Correa ... Un Preso (Preso 4.º)
- Emilio Forner ... Escribano
- Emilio Hernández ... El Marmitón[11] en Baviera
- Emilio Mellado ... El Cocinero del palacio
- Emma Cohen ... Manuela
- Enrique Brasso ... Un invitado a la boda de la Condesita
- Enrique San Francisco ... Antonio, Criado de Don Rodrigo
- Enrique Soto ... Un Hampón (Hampón 4.º)
- Erasmo Pascual ... El Mercader sordo[12]
- Esperanza Alonso ... Leonor la Prostituta
- Felipe Martín ... Un Hampón (Hampón 2.º)
- Félix Rotaeta ... Don Álvaro, cliente de Leonor
- Fernando Baeza ... El Capitán del barco
- Fernando Chinarro ... El Cabo[13] de la leva
- Fernando Fernán Gómez ... Presentador y Lucas Trapaza
- Fernando Marín ... Mocetón[14] del carnaval
- Fernando Rubio ... El Carcelero
- Fernando Sánchez Polack ... Caballero en la venta de Manuela (Jinete)
- Francisco Camoiras ... Don Vicente, el burlado por Lucas, Roque y Miguel
- Francisco Grijalbo ... Hidalgo menesteroso[7] (Recién llegado 2.º)
- Francisco Viader ... El Cardenal italiano
- Gloria Cámara ... Benilde la mesonera, esposa de Andrés
- Helena Fernán Gómez ... Criada del bávaro
- Ignacio Pérez ... Paje de Don Rodrigo
- Isabel Bravo ... Escalanta, del patio de Monipodio[9]
- Jaime Chávarri ... Un invitado a la boda de la Condesita (Caballero 1.º)
- Javier Bardem ... Alonso de niño
- Jesús Cracio ... Músico de la mojiganga del carnaval
- Joaquín Girón ... Cuadrillero 2.º con el endemoniado del mesón
- Joaquín Pamplona ... El Barbero, patrón de Alonso
- Joaquín Roa ... Don Rodrigo, amo de Antonio
- José Álvarez ... Un Galán[15] de Doña Mergelina (Galán 2.º)
- José Carabias ... El Pícaro tuerto[16] de la barca
- José Franco ... El Canónigo del mesón
- José Lara ... Don Juan Toribio de Hinestrosa Salcedo y Núñez de Sobremonte, hidalgo menesteroso[7]
- José Moreno ... El Sargento[17] de la leva
- José Lifante ... Miguel, compinche[18] de Lucas y Roque en Cuchilleros
- José Vidal ... Filipón y La Condesita Doña Elvira[19]
- José Villasante ... Lugareño que habla a Lucas de la centenaria
- José Luis Barceló ... El Alcaide
- José Luis Montañés ... El Niño recadero a la salida de Pedraza (Rapaz)
- Josep Maria Pou ... Don Ramiro de Tapias y Henares
- Juan Amigo ... Repolido, del patio de Monipodio[9]
- Juan de Haro ... Cabo[20] de malandrines[21] en el asalto a Lucas
- Juan Diego ... El Doctor Sagredo
- Juan Lombardero ... Maniferro, del patio de Monipodio
- Juan Ribó ... Alonso de Baeza ('Alonsillo')
- Juan Antonio Castro ... Lector del patio de Monipodio (Estudiante)
- Juan Ramón Torremocha ... Estudiante en casa de la centenaria
- Julia Ávalos ... Doña Andrea, la vieja remendona
- Julia Lorente ... Iluminada, la tía de Delfina
- Julio Sanchidrián ... Un invitado a la boda de la Condesita
- Ketta San Francisco ... La Madre Lebrusca
- Lina Canalejas ... Isabel la Toledana
- Luis Ciges ... Un Hampón[10] (Hampón 1.º)
- Luis Escobar ... El Marqués, padre de Don Ramiro
- Luis Marín ... Roque, compinche[18] de Lucas y Miguel en Cuchilleros
- Luis San Martín ... Escribano
- Luis Varela ... Diego de Pajares
- Manolo Codeso ... El Hermano Lego
- Manuel de Benito ... Lechuguino[22] de la barbería
- Manuel Pereiro ... El Pícaro pelma[23] de la barca
- Manuel Romero Lama ... Pariente de visita a los posaderos
- Manuel Sánchez Arillo ... Un galán[15] de Doña Mergelina (Galán 1.º)
- Marcelo Rubal ... Músico de la mojiganga del carnaval
- María Arias ... Pariente de visita a los posaderos
- María de las Rivas ... La Madre[24] Pipota, del patio de Monipodio[9]
- María Luisa Ponte ... posadera y patrona de Alonso
- María Luisa San José ... Casilda, compañera de Lucas
- Mario Siles ... Un Preso (Preso 3.º)
- Mary Santpere ... Polonia, la centenaria
- Mayrata O'Wisiedo ... Laura, hija del Marqués
- Mercedes Borque ... La Esposa de Don Álvaro
- Miguel Antonio ... Silbato, del patio de Monipodio
- Miguel Jara ... Pecador sorprendido haciendo uso del matrimonio en Cuaresma
- Nicolás Romero Cáceres ... Invitado a la boda de la Condesita (Caballero 3.º)
- Paco Sanz ... Don Melchor Ruiz de Encinares, delator de Isabel y Manuela
- Paul Benson ... Chiquiznaque, del patio de Monipodio
- Pedro Beltrán ... Andrés el Mesonero, esposo de Benilde
- Pedrín Fernández ... Alguacil de la Villa y Corte
- Pedro del Río ... Autor de una comedia
- Pedro Parra ... Muchacho del patio de Monipodio
- Pilar Bardem ... Cariharta,[25] del patio de Monipodio
- Ricardo Espinosa Osete ... Un Preso (Preso 1.º)
- Roberto Cruz ... El Relator
- Salvador Orjas ... Un invitado a la boda de la Condesita
- Saturno Cerra ... Un Preso (Preso 2.º)
- Silvia Vivó ... Delfina
- Simón Arriaga ... Cuadrillero 1.º con el endemoniado del mesón
- Tito García ... El Jayán[26]
- Toni Valento ... El Licenciado burlado en la cuadra (el endemoniado)
- Victoria Asensio ... La Beata[27]
- Xan das Bolas ... El Vendedor del carnero[28]

## Reparto por capítulos y por orden aproximado de aparición de los personajes
- 1. Lucas desea un traje y un amo y encuentra las dos cosas. Este episodio se desarrolla en Italia.

- - F.F.G.: Presentador y Lucas Trapaza
  - Blas Martín: Fabio el Posadero
  - Emilio Mellado: El Cocinero del palacio
  - Pedro del Río: El Autor de la comedia
  - Francisco Viader: El Cardenal italiano
  - Fernando Baeza: El Capitán del barco
  - José Carabias: El Pícaro tuerto[16] de la barca
  - Manuel Pereiro: El Pícaro pelma[23] de la barca
  - Xan das Bolas: El vendedor del carnero[28]
  - Juan de Haro: Cabo[20] de malandrines[21] en el asalto a Lucas

- 2. En el que se narran los dolores y pesadumbres que le vinieron a Lucas durante las fiestas y alegrías de un carnaval.

- - F.F.G.: L.T.
  - Silvia Vivó: Delfina
  - Julia Lorente: Iluminada, la tía de Delfina
  - Fernando Marín: Mocetón[14]
  -  Alfonso Vallejo, Marcelo Rubal y Jesús Cracio: Músicos de la mojiganga del carnaval
  - Cristián Casares: Músico de la mojiganga, mujer del enfermo (Músico mujer)
  - Antonio Casas: El Gran Duque

- 3. En el que Lucas Trapaza conoce a un mozo barbero que esquila a un pobre y a un rico. Parte de este episodio se desarrolla en Baviera.

- - F.F.G.: L.T.
  - Antonio Varo: El Ropavejero
  - Victoria Asensio: La Beata[27]
  - Joaquín Pamplona: El Barbero, patrón de Alonso
  - Juan Ribó: Alonso de Baeza
  -  José Moreno: El Sargento[17] de la leva
  - Damián Velasco: El Capitán
  - Fernando Chinarro: El Cabo[13] de la leva
  - Alberto Fernández: Dueño[4] bávaro
  - Helena Fernán Gómez: Criada del bávaro
  - Emilio Hernández: El Marmitón[11]
  - Manuel de Benito: Lechuguino[22]

- 4. En el que se relata la llegada de los dos pícaros al patio de Monipodio[9] y la acogida que tuvieron. Parte de este episodio se desarrolla en Sevilla.

- - F.F.G.: L.T.
  - J.R.: Alonso
  - Javier Bardem: Alonso de niño
  - María de las Rivas: La Madre[24] Pipota, del patio de Monipodio
  - Juan Antonio Castro: Lector del patio de Monipodio (Estudiante)
  - Eduardo Calvo: Monipodio[9]
  - Juan Lombardero: Maniferro
  - Fernando Sánchez Polack: Caballero en la venta de Manuela (Jinete)
  - Emma Cohen: Manuela
  - Ángel Álvarez: El Ventero, tío tercero[6] de Manuela
  - Carmen Carro: Gananciosa
  - Isabel Braus: Escalanta
  - Pilar Bardem: Cariharta[25]
  - Paul Benson: Chiquiznaque
  - Pedro Parra: Muchacho del patio de Monipodio
  - Miguel Antonio: Silbato
  - José Lara: Don Juan Toribio de Hinestrosa Salcedo y Núñez de Sobremonte, hidalgo menesteroso[7]

- 5. De cómo Lucas Trapaza conoció a Isabel la Toledana y a su amiga Manuela. Este episodio se desarrolla en Sevilla.

- - F.F.G.: L.T.
  - J.R.: A.
  - José Lara: Don Juan Toribio de Hinestrosa Salcedo y Núñez de Sobremonte, hidalgo menesteroso
  - Julia Ávalos: Doña Andrea, la vieja remendona
  - Antonio Colinos: Don Cristóbal, hidalgo menesteroso (Recién llegado 1.º)
  - Francisco Grijalbo: Hidalgo menesteroso (Recién llegado 2.º)
  - José Vidal: Filipón
  - Lina Canalejas: Isabel la Toledana
  - Emma Cohen: Manuela
  - Paco Sanz: Don Melchor Ruiz de Encinares, delator de Isabel y Manuela
  - Pilar Bardem: Cariharta
  - Juan Amigo: Repolido
  - Isabel Braus: Escalanta
  - Juan Lombardero: Maniferro
  - Paul Benson: Chiquiznaque
  - Carmen Carro: Gananciosa
  - María de las Rivas: La Madre[24] Pipota, del patio de Monipodio[9]
  - Cayetano Verdaguer: El Alguacil de Sevilla
  - Alfonso Castizo: Corchete[5] sevillano

- 6. En el que Lucas persigue una fortuna y también le[29] persiguen a él.

- - F.F.G.: L.T.
  - J.R.: A.
  - José Villasante: Lugareño
  - Mary Santpere: Polonia la centenaria
  - Juan Ramón Torremocha: Estudiante
  - Carlos del Pino: Clérigo

- 7. De los sucesos que presenció Lucas una agitada noche en casa de un doctor. Este episodio se desarrolla en Madrid.

- - F.F.G.: L.T.
  - J.R.: A.
  - Juan Diego: El Doctor Sagredo
  - Charo López: Doña Mergelina, esposa del Doctor Sagredo
  - Manuel Sánchez Arillo: 1.er. Galán[15] de Doña Mergelina (Galán 1.º)
  - José Álvarez: 2.º galán de Doña Mergelina (Galán 2.º)

- 8. Influencia de la Luna en las partidas de naipes.

- - F.F.G.: L.T.
  - J.R.:... A.
  - Beni Deus: Posadero y patrón de Alonso
  - María Luisa Ponte: Posadera y patrona de Alonso
  - Antonio Gonzalo: Bobo de la partida de naipes
  - María Arias: Pariente de visita a los posaderos
  - Manuel Romero Lama: Pariente de visita a los posaderos

- 9. Lucas encuentra a dos viejas amigas que hacen una trapisonda[30] y huyen de Pedraza. El monasterio que aparece es el de El Paular.

- - F.F.G.: L.T.
  - J.R.: A.
  - Manolo Codeso: El Hermano Lego
  - Lina Canalejas: Isabel la Toledana
  - Emma Cohen: Manuela
  - Enrique San Francisco: Antonio, Criado de Don Rodrigo
  - Joaquín Roa: Don Rodrigo, amo de Antonio
  - Ignacio Pérez: Paje de don Rodrigo
  - José Luis Montañés: El Niño recadero a la salida de Pedraza (Rapaz)

- 10. De cómo todos los caminos no van a Roma pero sí los allana el dinero. Este episodio se desarrolla en Cáceres.
  - F.F.G.: L.T.
  - Ketta San Francisco: La Madre Lebrusca
  - Luis Ciges: Un hampón[10] (Hampón 1.º)
  - Esperanza Alonso: Leonor la Prostituta
  - Félix Rotaeta: Don Álvaro, cliente de Leonor
  - Mercedes Borque: Esposa de Don Álvaro
  - Felipe Martín: Un hampón (Hampón 2.º)
  - Fernando Rubio: El Carcelero
  - Ricardo Espinosa: Preso 1.º
  - Tito García: El Jayán[26]
  - Saturno Cerra: Preso 2.º
  - Mario Siles: Preso 3.º
  - Emilio Correa: Preso 4.º
  - José Luis Barceló: El Alcaide
  - Eduardo San Martín: Un hampón (Hampón 3.º)
  - Enrique Soto: Un hampón (Hampón 4.º)
  - Emilio Forner: Escribano
  - Clara Benayas: Ana de Moraes, esposa del Carcelero
  - Roberto Cruz: El Relator
  - María Luisa San José: Casilda

- 11. De cómo la vanidad es mala compañía para andar por caminos y posadas.

- - F.F.G.: L.T.
  - María Luisa San José: Casilda
  - Pedro Beltrán: Andrés el Mesonero, esposo de Benilde
  - Gloria Cámara: Benilde la Mesonera, esposa de Andrés
  - José Franco: Canónigo
  - Luis Varela: Diego de Pajares
  - Toni Valento: El Licenciado burlado en la cuadra
  - Miguel Jara: Pecador sorprendido haciendo uso del matrimonio en Cuaresma
  - Simón Arriaga: Cuadrillero 1.º
  - Joaquín Girón: Cuadrillero 2.º

- 12. Engaño que Lucas hizo a un mercader y el engaño que resultó de este engaño. La acción principal de este episodio se desarrolla en Madrid. El monasterio que aparece es el de El Paular.

- - F.F.G.: L.T.
  - Manolo Codeso: El Hermano Lego
  - Carmen Fuentes: Bailarina en la romería de Santiago el Verde
  - Josep Maria Pou: Don Ramiro de Tapias y Henares
  - Juan Ribó: Alonso de Baeza
  -  Luis Escobar: El Marqués, padre de Don Ramiro
  - Erasmo Pascual: El Mercader sordo[12]
  - Pedrín Fernández: Alguacil de la Villa y Corte

- 13. En el que todo llega a su final si es que algo tiene final en la vida. Este episodio se desarrolla sobre todo en Madrid.

- - F.F.G.:... L.T.
  - Manolo Codeso: El Hermano Lego
  - Luis Marín: Roque, compinche[18] de Lucas y Miguel en Cuchilleros
  - José Lifante: Miguel, compinche de Lucas y Roque en Cuchilleros
  - Francisco Camoiras: Don Vicente, el burlado por Lucas, Roque y Miguel
  -  Luis Escobar: El Marqués, padre de Don Ramiro
  - Mayrata O'Wisiedo: Laura, hija del Marqués
  - Alberto Solá: Mayordomo del Marqués
  - José Vidal: Doña Elvira, la Condesita de Valmediano,[31] nieta del Marqués[19]
  - Ángeles Garralón: Invitada a la boda de la Condesita (Dama 1.ª)
  - Jaime Chávarri: Invitado a la boda de la Condesita (Caballero 1.º)
  - Álvaro Forqué: Invitado a la boda de la Condesita (Caballero 2.º)
  - Ángeles Larode: Invitada a la boda de la Condesita (Dama 2.ª)
  - Juan Ribó: Alonso de Baeza
  - Salvador Orjas: Invitado a la boda de la Condesita
  - Julio Sanchidrián: Invitado a la boda de la Condesita
  - Enrique Brasso: Invitado a la boda de la Condesita
  - Nicolás Romero Cáceres: Invitado a la boda de la Condesita (Caballero 3.º)
  - Agustín Bescos: El Sastre

## Resto de la ficha técnica
- Fotografía: Cecilio Paniagua.
- Montaje: Magdalena Pulido ( Cap. 1, 2, 3). Enrique Agullo ( Cap. 4, 5, 6, 7, 9, 12, 13). José Luis Berlanga (Cap. 8). Javier Morán (Cap. 10, 11).
- Decorados: Fernando Sáenz.
- Ayudante de decoración: Manuel Romero Lama
- Figurines: Javier Artiñano.
- Música: Carmelo Bernaola.
- Ayudantes de dirección: Luis Ligero y Manuel Pérez Estremera
- Segundo operador: Francisco Gómez Conde
- Ayudante de cámara: Luis Berraquero
- Ambientador de decorados: Rafael Borque
- Continuista: María del Carmen Lacasa
- Maquillaje: Puyol
- Ayudantes de producción: Eduardo Esquide y Martín Cabañas
- Regidores: Fernando Quejido y Matías Recuenco

## Premios
- TP de Oro (1974): Premios a la Mejor Serie Nacional y a Fernando Fernán Gómez como Mejor Actor Nacional.

## Disponibilidad
La serie puede encontrarse en DVD con varios extras, como el mediometraje Juan soldado y documentales sobre la picaresca en la ficción y en la realidad.